# Ben Aknoun
Ben Aknoun (em árabe: بن عكنون) é uma comuna localizada na província de Argel, no norte da Argélia. Em 2008, sua população era de 18 838 habitantes.